# Шахты-20
Шахты-20 — посёлок в Щёкинском районе Тульской области России.
В рамках административно-территориального устройства относится к Казначеевской сельской администрации Щёкинского района, в рамках организации местного самоуправления включается в сельское поселение Ломинцевское.

## География
Расположен в 4 км к северо-востоку от железнодорожной станции города Щёкино.

## Население
| 2010 |
| ---- |
| 132  |